# Oxydia obfuscata
Oxydia obfuscata är en fjärilsart som beskrevs av W. Warren 1909. Oxydia obfuscata ingår i släktet Oxydia och familjen mätare. Inga underarter finns listade i Catalogue of Life.